# Thư gửi tín hữu Galát
Thư gởi các tín hữu tại Ga-la-ti là một sách trong Tân Ước. Đây là bức thư do Sứ đồ Phao-lô người Tarsus, gởi cho một số cộng đồng tín hữu đầu tiên, đang sống tại tỉnh Galatia, miền trung của Anatolia, thuộc Đế quốc La-Mã. Sách đề cập đến những vấn đề tranh luận giữa những Cơ-đốc-nhân ngoại quốc và những người theo Luật Pháp Môi-se trong cộng đồng Cơ-đốc đầu tiên.  Cùng với thư Rô-ma, đây là bức thư có giá trị thần học cao nhất trong các Thư Tín của Phao-lô.  Thư Ga-la-ti ảnh hưởng đặc biệt trên tư tưởng của người Tin Lành.

## Galatia
Thư của Sứ đồ Phao-lô gởi cho "các hội thánh tại Galatia" (1:2), tuy nhiên, vị trí của những hội thánh này vẫn còn là vấn đề tranh cãi.  Một ít học giả cho rằng từ "Galatia" ám chỉ một sắc dân liên hệ đến người Celtic sống tại Tiểu Á;  tuy nhiên, quan điểm đa số cho rằng đó là một địa danh, liên hệ đến một tỉnh của Đế quốc La Mã tại miền trung của Tiểu Á, nơi mà những người  Celtic đến định cư vào năm 270 trước Công Nguyên, và vẫn giữ những đặc điểm của ngôn ngữ và văn hóa Gaulish cho tới thời Sứ đồ Phao-lô.  Sách Công Vụ Các Sứ Đồ ghi lại Phao-lô đã "du hành qua xứ Galatia và Phrygia", là vùng nằm ngay phía tây của Galatia.  Chủ đề chính của bức thư là người Galatia đã từ bỏ Lời Chúa.

## Các Bản Dịch Việt Ngữ
- Thư gửi tín hữu Ga-lát (Nhóm Phiên dịch CGKPV) Lưu trữ ngày 11 tháng 10 năm 2016 tại Wayback Machine - Ủy ban Kinh Thánh, Hội đồng Giám mục Việt Nam
- Thư Ga-la-ti - Thư Viện Tin Lành.